# مستشفى فلسطين
مستشفى فلسطين هو مستشفى تأسس عام 1960، يقع في منطقة دوار الداخلية جبل الحسين في مدينة عمان عاصمة الأردن، يقع المستشفى على أرض مساحتها 9 دونمات، شهد المستشفى في 30 يناير سنة 1962 ولادة الملك عبد الله الثاني بن الحسين.

## الخدمات الطبية المقدمة
يقدم المستشفى خدماته في مختلف فروع الطب والجراحة وهو متميز في حقل جراحة الدماغ والأعصاب، عدد الأسرّة 46 سريراً.

## وصلات خارجية
- الموقع الرسمي لوزارة الصحة في الأردن